# Begonia socotrana
Espèce
Statut de conservation UICN

 LC  : Préoccupation mineure
Begonia socotrana est une espèce de plantes à fleurs de la famille des Begoniaceae. Ce bégonia est originaire du Yémen. L'espèce fait partie de la section Peltaugustia. Elle a été décrite en 1881 par Joseph Dalton Hooker (1817-1911). L'épithète spécifique socotrana signifie  « de Socotra », en référence à cette l'île située en mer d'Arabie, au large du Yemen.

## Répartition géographique
Cette espèce est originaire du pays suivant : Yémen.